# Carex filifolia
Carex filifolia là một loài thực vật có hoa trong họ Cói. Loài này được Nutt. mô tả khoa học đầu tiên năm 1818.

## Hình ảnh

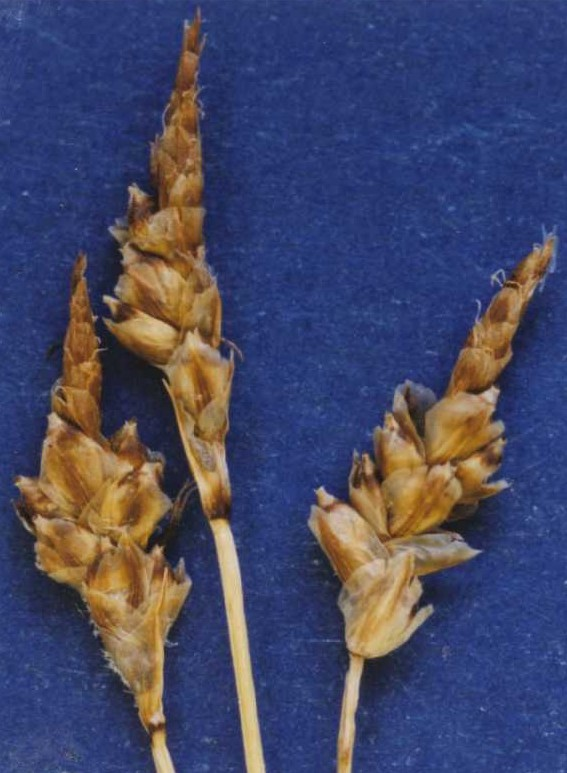
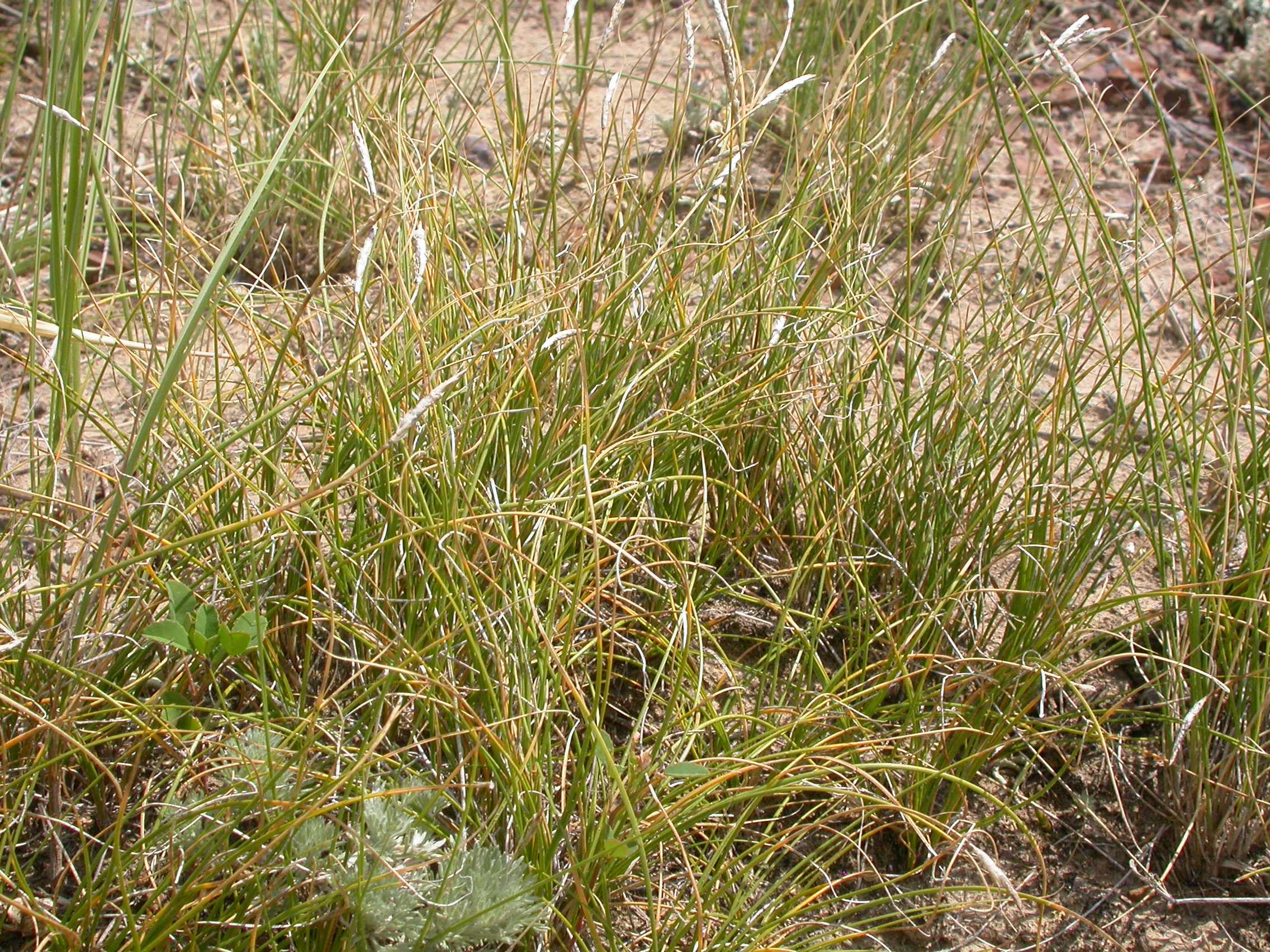
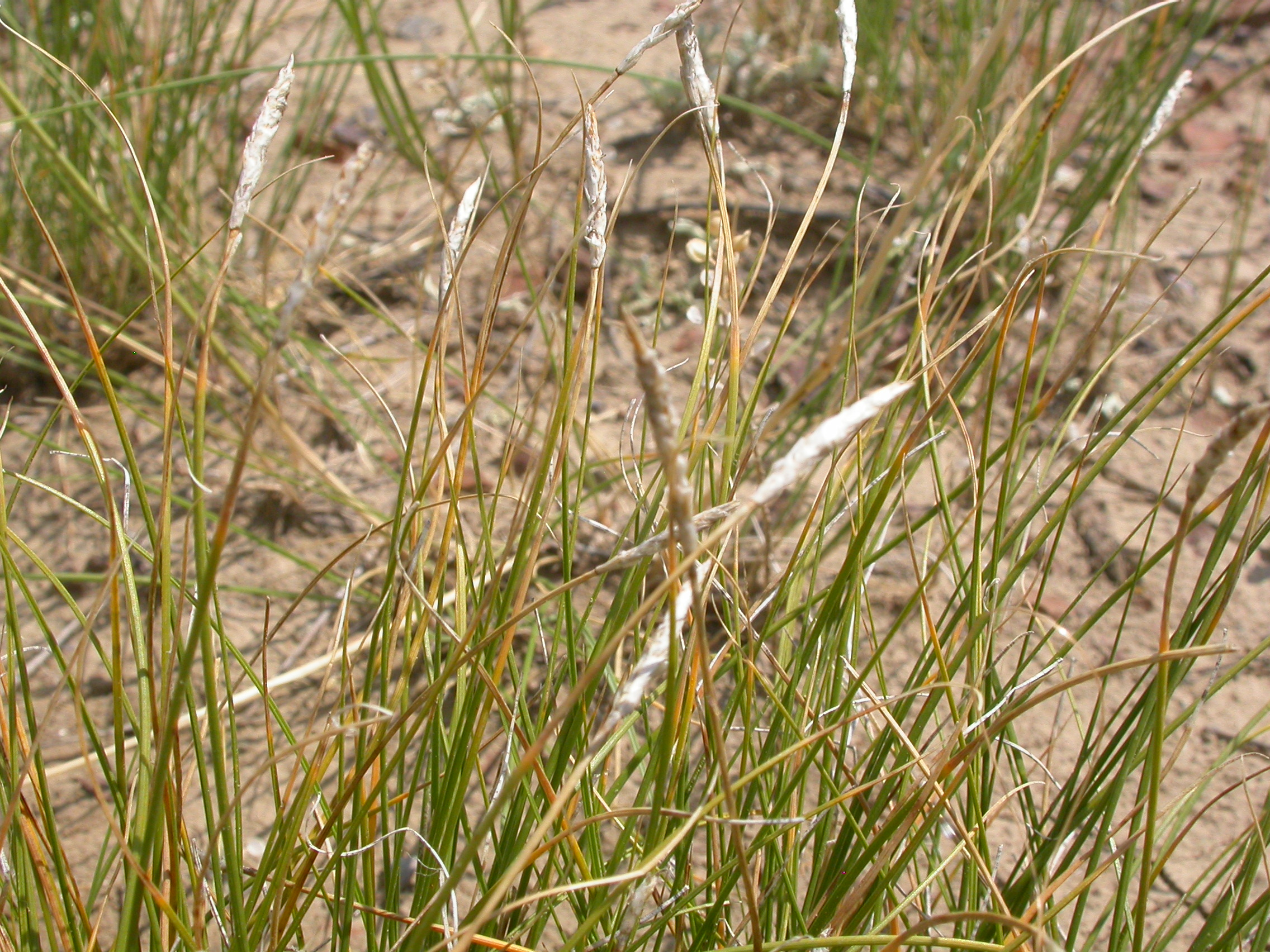
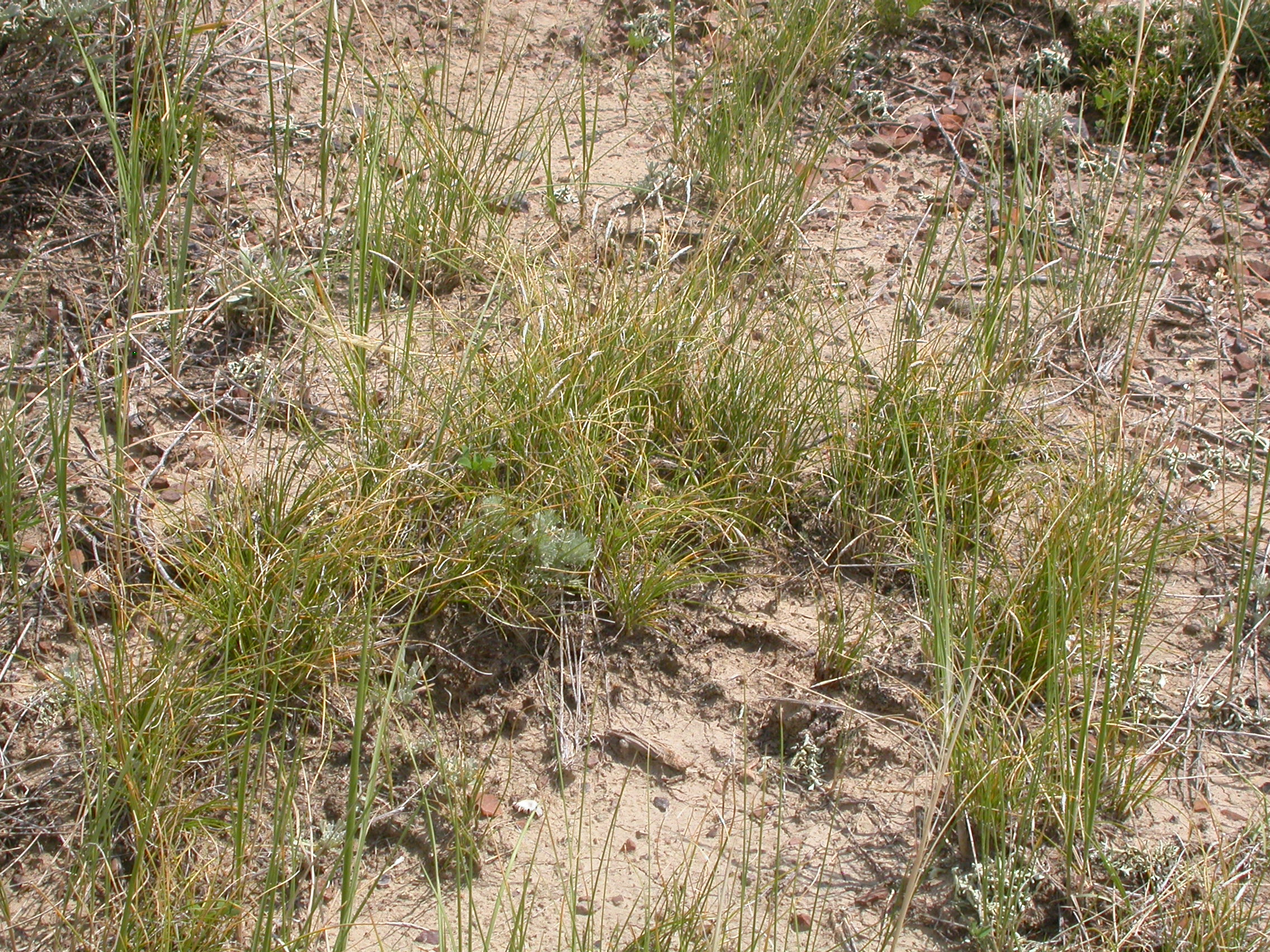